# Neocynortina dixoni
Genre
Espèce
Neocynortina dixoni, unique représentant du genre Neocynortina, est une espèce d'opilions laniatores de la famille des Samoidae.

## Distribution
Cette espèce est endémique de la province de Puntarenas au Costa Rica. Elle se rencontre vers Coto et Golfito.

## Description
Le mâle holotype mesure 1,6 mm et la femelle paratype 1,6 mm.

## Étymologie
Cette espèce est nommée en l'honneur de F. Dixon.

## Publication originale
- Goodnight & Goodnight, 1983 : « Opiliones of the family Phalangodidae found in Costa Rica. » The Journal of Arachnology, vol. 11, no 2, p. 201–242.